# Diego de Velasco Arce y de Marrón
Diego de Velasco Arce y de Marrón (Carasa, 1622 - muerto antes de  1661) fue señor de la Casa del Pico de Velasco de Angustina (Carasa, Cantabria).  Fue hijo primogénito de Juan de Velasco con su primera esposa, María Marrón, y hermanastro de Francisco Marcos de Velasco y Alvear.

## Carrera militar
Ingresó en la Orden de Santiago en 1651, siendo capitán de una Compañía de Corazas en Galicia.  Murió antes de 1661.